# HD 208801
HD 208801，又名BD-05 5674，SAO 145784、HR 8382，是一颗恒星，视星等为6.22，位于銀經54.1，銀緯-43.03，其B1900.0坐标为赤經21h 53m 42s，赤緯-4° -43.03′ 38″。